# Hans Carossa
Hans Carossa (Bad Tölz, Baviera; 15 de diciembre de 1878 - Rittsteig; 12 de septiembre de 1956) fue un novelista y poeta alemán.

## Biografía
Hijo de un médico con raíces italianas y de una devota católica, cursó secundaria en Landshut y luego medicina en Múnich, Wurzburgo y Leipzig. Publicó su primer libro de poesía en 1907, Stella Mystica, el mismo año que se casó con una paciente, Valerie Endlicher. Aunque estuvo como médico en Passau en 1913, pasó a Núremberg, a Múnich y, por último, a Seestätten trabajando como cirujano entre 1916 y 1918; fue médico de batallón en el frente rumano de la I Guerra Mundial y por esa época amistó con los poetas Stefan George y Rainer Maria Rilke. Recibió el premio literario suizo Gottfried Keller en 1931 y el premio Goethe en 1938. Aunque permaneció al margen de los nazis, en 1942 aceptó la presidencia de la Federación Europea de Escritores (Europäische Schriftstellervereinigung) fundada por Goebbels en 1941, lo cual no le impidió ser condenado a muerte en 1945 por derrotismo, aunque se salvó gracias al rápido avance de los aliados.

## Obra
Al principio sufrió el influjo de Rilke, y después el de Goethe y Adalbert Stifter. La mayor parte de sus obras son autobiográficas y en muchas de ellas refleja su experiencia de médico desde el punto de vista del Humanismo cristiano. En 1913 publicó una novela-diario, El final del doctor Burger (Doktor Burgers Ende), que cuenta cómo muere un médico desilusionado por no poder librar a sus semejantes del sufrimiento, la muerte y la enfermedad. Publicó luego Diario rumano (Rumanisches Tagebuch), aparecido en 1924, al ser galardonado con el premio de la ciudad de Múnich; en 1931 ganó el premio suizo Gottfried Keller con su novela El médico Gion (Der Arzt Gion); Guías y compañeros (Führer und Geleit), fue impreso en 1935. Sus Poesías (Gedichte) aparecieron entonces de nuevo, así como Una infancia (Eine Kindheit), de 1922, y su continuación, Transformaciones de una juventud (Verwandlungen einer Jugend), publicada en 1928, de fondo autobiográfico. Secretos de la vida madura (Geheimnisse des reifen Leben, 1938) y El año de las bellas ilusiones (Das Jahr der schönen Täuschungen, 1941). La guerra dejó incompleto Apuntes de Italia (Aufzeichungen aus Italien, 1946). Mundos desiguales (Ungleiche Welten, 1951) intenta explicar su situación en la dictadura. Su última novela es El día del joven médico (Der Tag des jungen Arztes, 1955).